# 朝野熙彦
朝野 熙彦（あさの ひろひこ）は、日本の経営学者。専門はマーケティング・サイエンス及びマーケティング・リサーチ。中央大学大学院教授、学習院マネジメントスクール顧問。

## 来歴・人物
- 1969年3月 - 千葉大学文理学部卒業

この間、日本リサーチセンター（マーケティング・リサーチの会社）に就職し、コンサルティング業務を行う
- 1980年3月 - 埼玉大学大学院政策科学研究科修了

この間、鉄道労働科学研究所に所属
- 1996年4月 - 専修大学商学部講師
- 1998年4月 - 専修大学商学部教授（2001年3月まで）
- 2001年4月 - 東京都立大学教授（2005年3月まで）
- 2005年4月 - 東京都立大学の組織改編により首都大学東京教授（2010年3月まで）
- 2006年4月 - 多摩大学大学院経営情報学研究科客員教授（2015年3月まで）
- 2013年4月 - 中央大学大学院戦略経営研究科 客員教授

他、学習院マネジメントスクールの顧問を務める

## 著書・論文

### 著書

#### 単著
- 『文科系でもいきなりわかる行列・ベクトル入門』同友館、1985年
  - 『行列・ベクトル入門 新版』同友館、1989年
  - 『行列・ベクトル入門 新訂2版』同友館、1992年
  - 『文系でもいきなりわかる行列・ベクトル入門 新訂3版』同友館、1998年
- 『新商品開発のための市場調査技法集』日本ビジネスレポート、1989年
- 『マーケティング・シミュレーション:情報化時代の戦略的活用法』同友館、1990年
  - 『マーケティング・シミュレーション:情報化時代の戦略的活用法 改訂版』同友館、1994年
- 『マーケティングリサーチ最前線：データ収集のニューウェーブ』同友館、1992年
- 『いきなりわかる経営数学の基礎』講談社、1994年
- 『入門多変量解析の実際』講談社、1996年
  - 『入門多変量解析の実際 第2版』講談社、2000年
- 『マーケティング・リサーチ工学』（シリーズ<マーケティング・エンジニアリング>;1）朝倉書店、2000年
- 『魅力工学の実践:ヒット商品を生み出すアプローチ』海文堂出版、2001年
- 『最新マーケティング・サイエンスの基礎』講談社、2010年
- 『マーケティング・リサーチ:プロになるための7つのヒント』講談社、2012年
- 『入門多変量解析の実際』筑摩書房（ちくま学芸文庫[Math & Science]）、2018年

#### 共著
- 『新商品開発のためのリサーチ入門』（武藤真介と）有斐閣、1986年
- 『マーケティング・リサーチの計画と実際』（二木宏二と）日刊工業新聞社、1991年
- 『HALBAUによる多変量解析の実践』（高木広文、柳井春夫編）現代数学社、1995年
- 『新商品開発』（山中正彦と）（シリーズ<マーケティング・エンジニアリング>;4）朝倉書店、2000年
- 『マーケティング＆リサーチ通論』（上田隆穂と）講談社、2000年
- 『金融マーケティング』（木島正明と）（シリーズ<現代金融工学>;9）朝倉書店、2000年
- 『プロモーション効果分析』（守口剛著）（シリーズ マーケティング・エンジニアリング;6）朝倉書店、2002年
- 『多変量解析実例ハンドブック』（柳井晴夫（ほか）編）朝倉書店、2002年
  - 『多変量解析実例ハンドブック 新装版』（柳井晴夫、岡太彬訓,、繁桝算男、髙木廣文、岩﨑学編集）朝倉書店、2013年
- 『マーケティング・データ解析:Excel/Accessによる』（木島正明、中川慶一郎、生田目崇編著）（シリーズ<マーケティング・エンジニアリング>;2）朝倉書店、2003年
- 『広告マネジメント』（木戸茂著）（シリーズ マーケティング・エンジニアリング;7）朝倉書店、2004年
- 『入門共分散構造分析の実際』（朝野煕彦、鈴木督久、小島隆矢著）講談社、2005年
- 『Rによるマーケティング・シミュレーション』（朝野煕彦編著）同友館、2008年
- 『アンケート調査入門:失敗しない顧客情報の読み方・まとめ方』（朝野煕彦編著）東京図書、2011年
- 『ビッグデータの使い方・活かし方;マーケティングにおける活用事例』（朝野煕彦編著）東京図書、2014年
- 『ブランド評価手法:マーケティング視点によるアプローチ』（守口剛、佐藤栄作編著 佐藤忠彦、里村卓也、鶴見裕之、樋口知之著）（シリーズ<マーケティング・エンジニアリング>;5）朝倉書店、2014年
- 『消費者行動のモデル』（シリーズ<マーケティング・エンジニアリング>;3）（小川孔輔監修、木戸茂著）朝倉書店、2014年
- 『マーケティング・サイエンスのトップランナーたち:統計的予測とその実践事例』（朝野煕彦編著）東京図書、2016年
- 『ビジネスマンがはじめて学ぶベイズ統計学:ExcelからRへステップアップ』（朝野煕彦編著 土田尚弘、小野滋著）朝倉書店、2017年
- 『マーケティング・リサーチ入門:「調査」の基本から「提言」まで』（朝野煕彦編著）東京図書、2018年
- 『ビジネスマンが一歩先を目指すベイズ統計学:ExcelからRStanへステップアップ』（朝野煕彦編著 土田尚弘、河原達也、藤井誠著）朝倉書店、2018年
- 『ビジネスマンがきちんと学ぶディープラーニング with Python』朝倉書店、2021年

### 論文
- 「CSは管理可能なマーケティング目標になるか」（『日本行動計量学会大会発表論文抄録集』 36, 49-50, 2008年）
- 「インサイトあるマーケティング」（『日本行動計量学会大会発表論文抄録集』 35, 183-184, 2007年）
- 「消費者における広告の機能認識」（国生理枝子・水戸部かな・小笠原昌彦・朝野熙彦）（『行動計量学』 32(1), 96, 2005年）
- 「ハフモデルの今日的意味に関する一考察」（専修大学マーケティング研究会編『商業まちづくり―商業集積の明日を考える』、白桃書房, 146-169, 2003年）
- 「大学におけるマーケティング・リサーチ」（朝野熙彦・信時裕）（『マーケティング・リサーチャー』 (91), 11-26, 2002年）
- 「コウホート分析の比較方法論的考察」（専修大学社会科学研究所編『専修大学社会科学研究叢書2 食料消費のコウホート』, 347-366, 2001年）
- 「消費者行動の予測を目的としたマーケット・セグメンテーション」（『マーケティング・サイエンス』, 6/2, 45-66, 1998年）
- 「デシジョン・ツリーによるマーケット・セグメンテーション」（国生理枝子・朝野熙彦）（『日本行動計量学会大会発表論文抄録集』 26, 235-238, 1998年）
- 「Conjoint分析における価格処理の問題」（『消費行動研究』, 4/2, 27-41, 1997年）
- 「ファジィ判別分析による日本人の飲酒態度の測定」（『オペレーティング・リサーチ』, 39/4, 196-202, 1994年）
- 「1980年代の調査にみられる新しい動向」（日本世論調査協会報 (58), 16-26, 1986年）
- 「社会調査における計量的接近法  -現状と課題」（日本世論調査協会報 (43), 32-47, 1979年）

## 受賞
- 2002年　日本感性工学会出版賞受賞